# Cesare Franco (scultore)
Cesare Franco (Padova, ... – ...; fl. XVI secolo) è stato uno scultore italiano del Cinquecento.

## Biografia
Nato a Padova, scolpì il grande altare maggiore per la chiesa del Santo al posto di quello di Donatello. A Venezia eseguì nella Chiesa di San Salvador il doppio monumento sepolcrale dei dogi Lorenzo e Girolamo Priuli, progettò a Napoli (1597-1599) la Chiesa di Santa Maria la Nova.